# 一個美國人在巴黎
《一個美國人在巴黎》（英語：An American in Paris）是作曲家乔治·格什温於1928年間所寫之管弦樂交響詩，內容表達出極為濃厚的法美情懷。
蓋希文創作此曲之靈感源自他的巴黎假期。當時他對巴黎這個法國首都興奮不已，並決定將各種印象和想像化成音樂作為表達；他在巴黎譜寫此樂曲，在一次前往維也納行程的途中進行配器工作，首演則在紐約，於1928年12月13日由瓦德·丹路殊（Walter Damrosch）指揮紐約愛樂演出。
此曲開始時以弦樂和雙簧管奏出主題，帶出一片朝氣蓬勃的境況，彷彿一個美國人以輕快的步履穿梭巴黎的大街小巷。曲中有計程車的響聲（蓋希文在首演時更用上了4個巴黎計程車響聲作陪襯），而伸縮號的旋律片段暗示那個美國人走過一個舞廳。然後單簧管以走路的步伐吹起第二個主題，獨奏小提琴更繪影繪聲，描繪出一位年輕女士。可是，美國人卻抵不住一絲鄉愁，此時響起了弱音小號奏出的藍調主題，而這個主題亦成為曲中最耳熟能詳的旋律。樂曲結尾令人精神一振，帶出的感覺正好表出他緬懷巴黎之情懷。

## 錄音推薦
- Arthur Fielder，波士頓大眾管弦樂團
- Arturo Toscanini，NBC交響樂團，1945年
- 西雅圖交響樂團，1990年

## 外部連結
- 一個美國人在巴黎：国际乐谱典藏计划上的乐谱